# سومينك (رامند الجنوبي)
سومینك (بالفارسية: سومینک) هي قرية تقع في إيران في قسم رامند الجنوبي الريفي. يقدر عدد سكانها بـ 211 نسمة .